# Repużynci
Repużynci (ukr. Репужинці) – wieś na Ukrainie, w obwodzie czerniowieckim, w rejonie czerniowieckim. W 2001 roku liczyła 1936 mieszkańców.